# 潘尼 (福贾省)

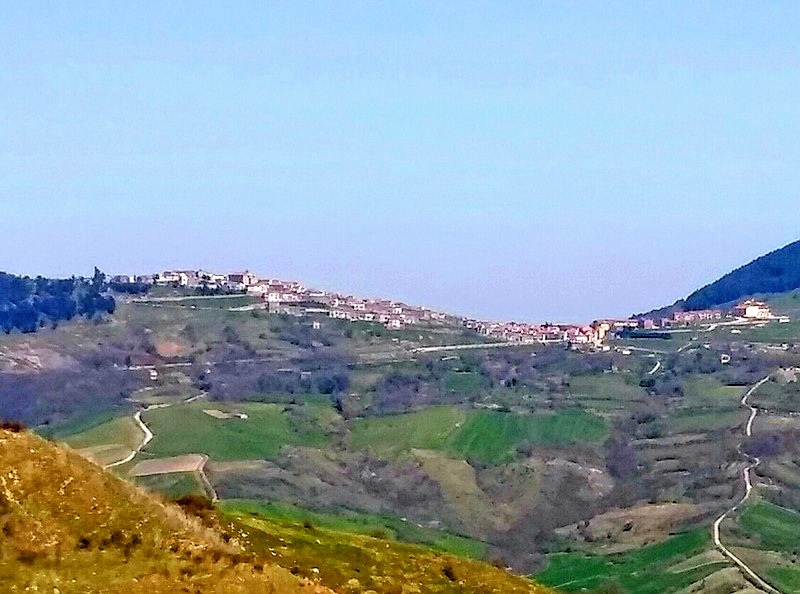
全景图

潘尼（義大利語：Panni）是意大利普利亚大区福賈省的市镇。面积为32.59平方公里，人口数量为705人（2020年）。